# Lista de deputados estaduais do Paraná da 7.ª legislatura
Essa é uma lista de deputados estaduais do Paraná eleitos para o período 1971-1975.

## Composição das bancadas
| Partido | Líder           | Bancada | Posição  |
| ------- | --------------- | ------- | -------- |
| ARENA   | Basílio Zanusso | 39 / 47 | Governo  |
| MDB     | Alvaro Dias     | 8 / 47  | Oposição |

## Deputados estaduais
| Número | Deputados estaduais eleitos            | Partido | Votação | Cidade onde nasceu  | Unidade federativa |
| 11232  | Acyr Hafez José                        | ARENA   | 14.212  | Porto União         | Santa Catarina     |
| 11606  | Aguinaldo Pereira Lima                 | ARENA   | 18.065  | Foz do Iguaçu       | Paraná             |
| 15488  | Alvaro Dias                            | MDB     | 14.341  | Quatá               | São Paulo          |
| 15805  | Antonio Belinati                       | MDB     | 25.067  | Campo Grande        | Mato Grosso do Sul |
| 11259  | Antônio dos Santos Maciel Filho        | ARENA   | 11.008  | Apucarana           | Paraná             |
| 11512  | Antônio Franco Ferreira da Costa Filho | ARENA   | 11.923  | Curitiba            | Paraná             |
| 11765  | Antônio Lopes Júnior                   | ARENA   | 11.335  | Irati               | Paraná             |
| 11867  | Armando Queiroz de Morais              | ARENA   | 21.671  | Viradouro           | São Paulo          |
| 11640  | Arthur Gotuzzo de Souza                | ARENA   | 13.857  | Ponta Grossa        | Paraná             |
| 11768  | Aryzone Mendes de Araújo               | ARENA   | 11.590  | Francisco Beltrão   | Paraná             |
| 11310  | Basilio Zanusso                        | ARENA   | 11.824  | José Bonifácio      | São Paulo          |
| 11463  | Benedito Pinto Dias                    | ARENA   | 13.736  | Monções             | São Paulo          |
| 11549  | Cândido Manuel de Oliveira             | ARENA   | 35.463  | Londrina            | Paraná             |
| 11660  | David Federmann                        | ARENA   | 22.032  | Ponta Grossa        | Paraná             |
| 15118  | Domício Scaramella                     | MDB     | 9.492   | União da Vitória    | Paraná             |
| 11153  | Emílio Humberto Carazzai               | ARENA   | 13.435  | Arapongas           | Paraná             |
| 11698  | Erondy Silvério                        | ARENA   | 16.618  | Guarapuava          | Paraná             |
| 11702  | Fabiano Braga Côrtes                   | ARENA   | 12.537  | Lapa                | Paraná             |
| 11503  | Francisco Borsari Netto                | ARENA   | 21.698  | Jaboticabal         | São Paulo          |
| 11744  | Francisco Escorsin                     | ARENA   | 30.544  | Jaguariaíva         | Paraná             |
| 11195  | Fuad Nacli                             | ARENA   | 14.095  | Guarapuava          | Paraná             |
| 11791  | Gabriel Manoel                         | ARENA   | 23.971  | Paranaguá           | Paraná             |
| 11840  | Gilberto Rezende de Carvalho           | ARENA   | 11.988  | Bandeirantes        | Paraná             |
| 15280  | Hélio Manfrinato                       | MDB     | 9.700   | Londrina            | Paraná             |
| 11508  | Igo Iwant Losso                        | ARENA   | 16.456  | Irati               | Paraná             |
| 11898  | Ivo Thomazoni                          | ARENA   | 27.276  | Joaçaba             | Santa Catarina     |
| 11303  | João Calil Fadel                       | ARENA   | 11.122  | Maringá             | Paraná             |
| 11852  | João Leopoldo Jacomel                  | ARENA   | 21.382  | Piraquara           | Paraná             |
| 11663  | João Mansur                            | ARENA   | 40.175  | Irati               | Paraná             |
| 11908  | Jorge Sato                             | ARENA   | 10.770  | Toledo              | Paraná             |
| 11896  | José Lázaro Dumont                     | ARENA   | 11.455  | Capanema            | Paraná             |
| 15548  | José Muggiati                          | MDB     | 8.468   | Curitiba            | Paraná             |
| 11664  | Marciano Baraniuk                      | ARENA   | 16.330  | Ponta Grossa        | Paraná             |
| 15214  | Maurício Fruet                         | MDB     | 14.769  | Curitiba            | Paraná             |
| 15402  | Nelson Buffara                         | MDB     | 10.501  | Curitiba            | Paraná             |
| 15930  | Nivaldo Passos Krüger                  | MDB     | 14.537  | Canoinhas           | Santa Catarina     |
| 11455  | Odilon Damaso Correia Reinhardt        | ARENA   | 10.909  | Curitiba            | Paraná             |
| 11638  | Osvaldo dos Santos Lima                | ARENA   | 10.837  | Cascavel            | Paraná             |
| 11535  | Ovidio Luiz Franzoni                   | ARENA   | 12.687  | Cianorte            | Paraná             |
| 11821  | Paulo Afonso Alves de Camargo          | ARENA   | 20.632  | Guarapuava          | Paraná             |
| 11802  | Paulo Poli                             | ARENA   | 21.406  | Almirante Tamandaré | Paraná             |
| 11529  | Quielse Crisóstomo da Silva            | ARENA   | 11.196  | Bocaiúva do Sul     | Paraná             |
| 11134  | Rosário Pitelli                        | ARENA   | 12.154  | Tijucas do Sul      | Paraná             |
| 15594  | Sebastião Souza Júnior                 | MDB     | 21.949  | Foz do Iguaçu       | Paraná             |
| 11737  | Wilson Brandão                         | ARENA   | 11.934  | Guarapuava          | Paraná             |
| 11774  | Wilson Figueiredo Fortes               | ARENA   | 41.871  | Jacarezinho         | Paraná             |
| 11931  | Xenofonte Villanueva                   | ARENA   | 17.166  | Paranaguá           | Paraná             |